# Achberg
Achberg – gmina w Niemczech, w kraju związkowym Badenia-Wirtembergia, w rejencji Tybinga, w regionie Bodensee-Oberschwaben, w powiecie Ravensburg, wchodzi w skład wspólnoty administracyjnej Vereinbarte Verwaltungsgemeinschaft Wangen im Allgäu.